# Kispál és a Borz
Kispál és a Borz byla maďarská hudební skupina. Vznikla v roce 1987 v Pécsi a činnost ukončila v roce 2010. Patřila k nejvýznamnějším představitelům alternativního rocku v Maďarsku, charakterizovaly ji experimenty s folklórní inspirací i texty Andráse Lovasiho vyznačující se absurdním humorem.
Původně se skupina jmenovala Borz, což znamená maďarsky jezevec a také zní podobně jako názvy skupin The Doors a Bros. Kytarista András Kispál pak prosadil doplnění svého příjmení se zdůvodněním, že podle jeho zkušeností skupina se zvířecím názvem nemívá úspěch. V roce 1989 vydala skupina první demokazetu nazvanou Tökéletes helyettes a v roce 1991 vyšlo v produkci Feró Nagye debutové album. V roce 1995 získali Kispál és a Borz cenu Emerton pro skupinu roku. Písně skupiny použil filmový režisér Péter Tímár v hudební komedii Csinibaba. Poslední vystoupení absolvovali na Sziget Festivalu v roce 2010.

## Diskografie

### LPs
- Naphoz Holddal (1991)
- Föld kaland ilyesmi… (1992)
- Ágy, asztal, tévé (1993)
- Sika, kasza, léc (1994)
- Ül (1996)
- Bálnák, ki a partra (1997)
- Holdfényexpressz (1998)
- Velőrózsák (2000)
- Turisták bárhol (2003)
- Én, szeretlek, téged (2004)

### EPs
- Fák virágok fény (1995)
- Kicsit (1997)
- Tesis a világ (1998)
- Az nem lehet soha (2000)
- Hang és fény (2000)
- Nagyon szerelmes lányok (2002)